# Tahir Hanley
Tahir Karanha Omari Hanley (* 5. Mai 1997 in Basseterre) ist ein Fußballspieler von St. Kitts und Nevis.

## Karriere

### Klub
Bis Ende 2017 war er für den Garden Hotspurs FC aktiv, danach beim Village Superstars FC. Seit Mitte Januar 2021 steht er im Kader des honduranischen Klubs CD Real de Minas.

### Nationalmannschaft
Auf U20-Ebene hatte er einige Einsätze bei der Nationalmannschaft. Mit dieser nahm er unter anderem an der CONCACAF U-20-Meisterschaft 2017 teil. Für die A-Nationalmannschaft hatte er seinen ersten Einsatz bei einem 0:0-Freundschaftsspiel am 1. September 2016 auswärts gegen Nicaragua als er zur zweiten Halbzeit für Carlos Bertie eingewechselt wurde. Die Partie endete mit 0:0. Seitdem bekommt er selten Kurzeinsätze.